# Pacifico Castro
Pacifico Albano Castro (* 30. Juni 1932 in Bacarra, Ilocos Norte; † 11. März 2001 in Makati) war ein philippinischer Diplomat, der unter anderem zwischen 1985 und 1986 kommissarischer Außenminister (Acting Minister of Foreign Affairs) in der letzten Regierung von Präsident Ferdinand Marcos war.

## Leben
Castro begann nach dem Schulbesuch ein grundständiges Studium an der University of Santo Tomas, das er mit einem Associate of Arts (A.A.) beendete. Ein darauf folgendes postgraduales Studium der Rechtswissenschaften an der University of Santo Tomas schloss er 1955 mit einem Bachelor of Laws (LL.B.) ab. 1956 erhielt er seine Zulassung als Rechtsanwalt. Danach trat er im Juli 1957 in den diplomatischen Dienst des Außenministeriums (Department of Foreign Affairs) und war zunächst an der Botschaft in Südkorea tätig. Nach Verwendungen als Dritter Sekretär und Konsul an der Botschaft in Frankreich war er Sonderassistent im Referat für Rechtsangelegenheiten. Später fungierte er als Gesandtschaftsrat an der Botschaft in Frankreich sowie als Generalkonsul in Genf und als Leiter des Referats für UN-Angelegenheiten. 1975 wurde er Botschafter in Algerien und verblieb auf diesem Posten bis 1977. In der Folgezeit war er Sonderassistent des Unterstaatssekretärs für Politik im Außenministerium sowie im Anschluss Direktor des Instituts für den Auswärtigen Dienst (Foreign Service Institute), der Ausbildungsstätte für den diplomatischen Dienst. Nachdem er stellvertretender Außenminister war, wurde er als Nachfolger von Arturo Tolentino kommissarischer Außenminister (Acting Minister of Foreign Affairs) in der letzten Regierung von Präsident Ferdinand Marcos und bekleidete dieses Ministeramt bis zum Sturz von Marcos im Zuge der EDSA-Revolution im Februar 1986, woraufhin Salvador Laurel sein Nachfolger wurde.
Danach war Castro von 1986 bis 1989 Generaldirektor der Abteilung für den Mittleren Osten und Afrika des Außenministeriums und als Nachfolger von Juan V. Saez zwischen 1989 und der Schließung der Botschaft 1993 Botschafter in Jordanien. Nachdem er zwischen 1993 und 1996 Botschafter in Kanada war, fungierte er zuletzt von 1996 bis zu seinem Eintritt in den Ruhestand 1997 als Botschafter in Belgien. Neben seiner diplomatischen war er Autor und Herausgeber zahlreicher Bücher zum Internationalen Recht und Diplomatie wie Philippine Diplomatic and Consular Practice (1967), Digest of Philippine International Law Jurisprudence, Diplomatic Agenda of Philippine Presidents, 1946–1985 (1985) und Philippine Foreign Service Code, das als Republic Act No. 7157 im Jahr 1992 mit einem Vorwort vom damaligen Außenminister Raul Manglapus verabschiedet wurde.

## Veröffentlichungen
- Philippine Diplomatic and Consular Practice, 1967
- Digest of Philippine International Law Jurisprudence
- Diplomatic Agenda of Philippine Presidents, 1946–1985, 1985
- Philippine Foreign Service Code, 1992